# Glyptothorax alaknandi
Glyptothorax alaknandi är en fiskart som beskrevs av Tilak, 1969. Glyptothorax alaknandi ingår i släktet Glyptothorax och familjen Sisoridae. IUCN kategoriserar arten globalt som livskraftig. Inga underarter finns listade i Catalogue of Life.